# عکاسی معماری

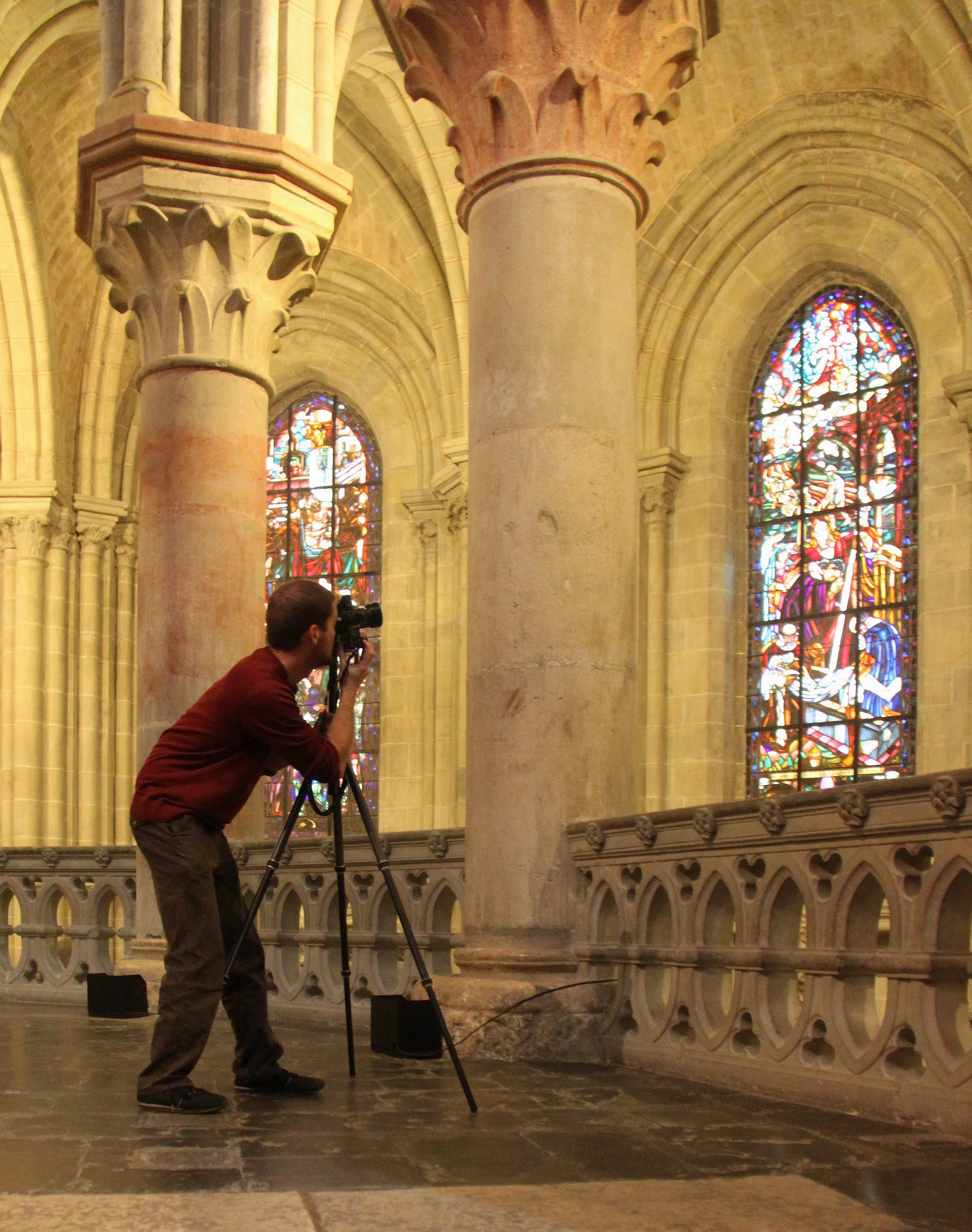
عکس گرفتن در کلیسای جامع گوتیک

عکسی از حمام سلطان امیر احمد نمونه‌ای از عکس معماری

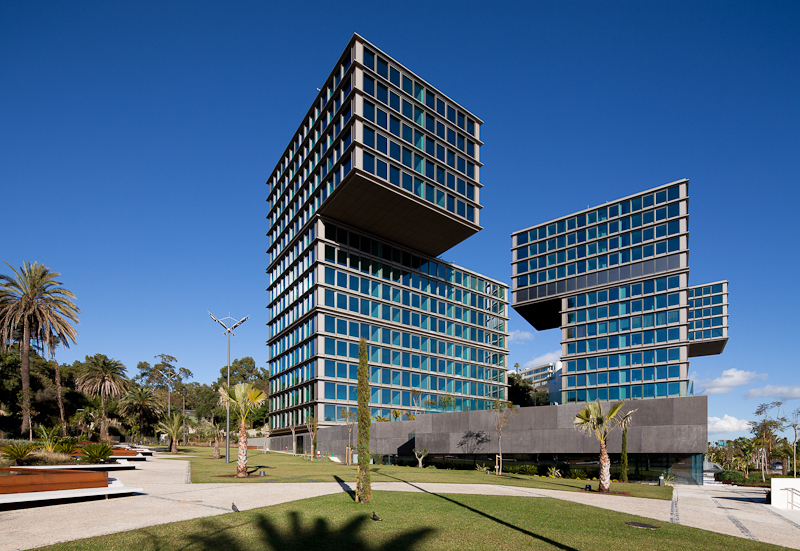
نمونه ای از عکس‌های معماری خارجی

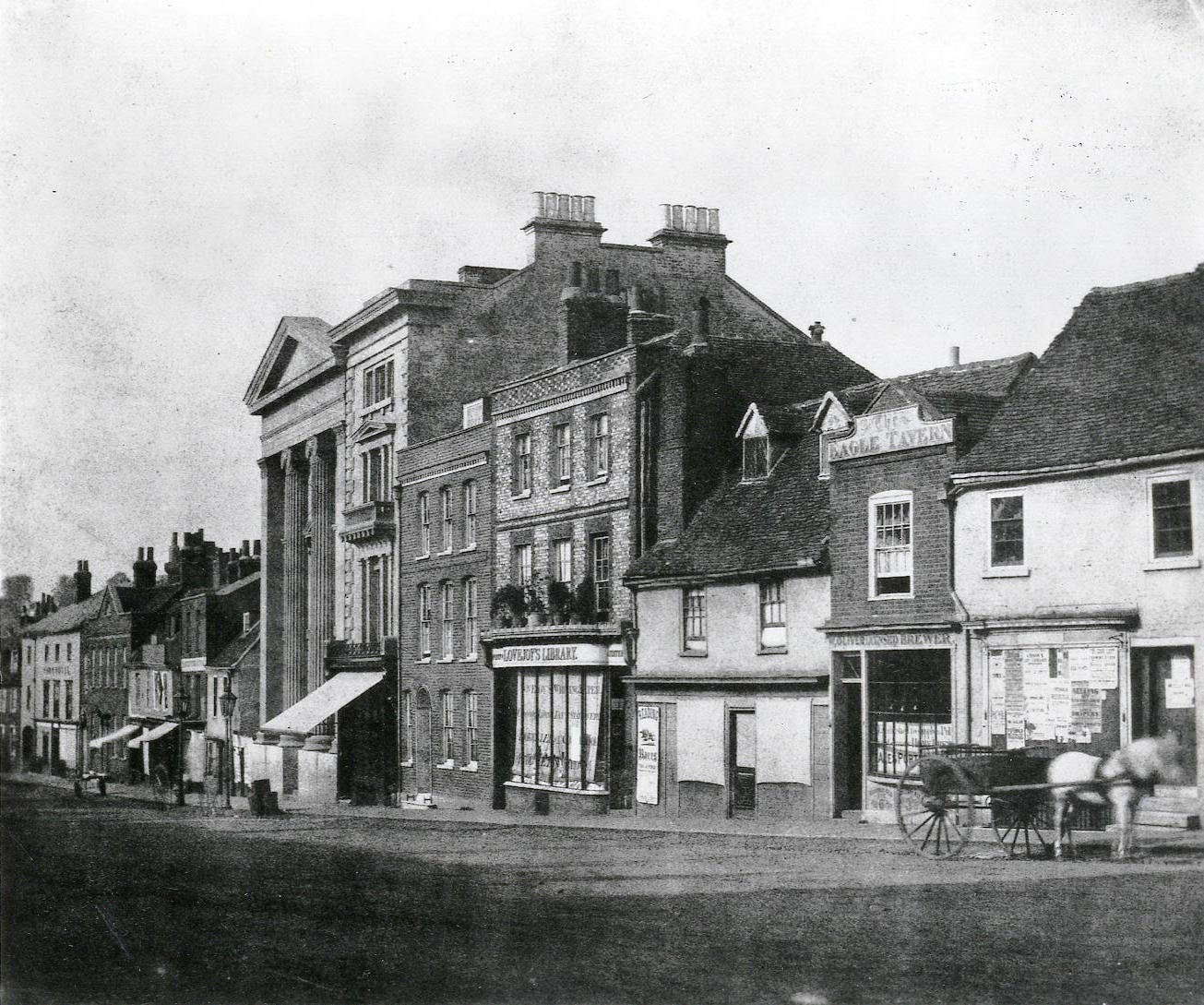
عکس سبک معماری اولیه توسط هنری فاکس تالبوت

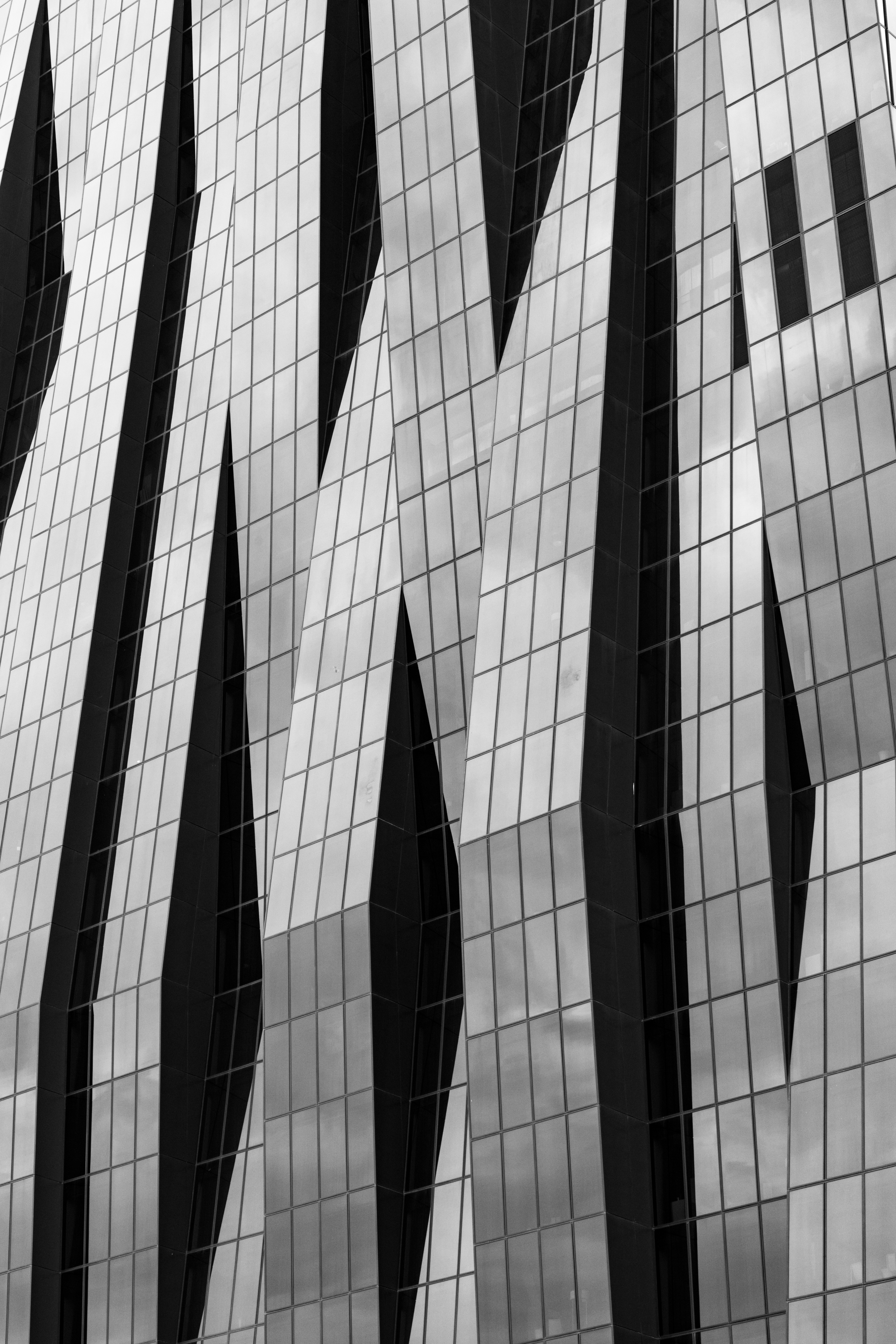
برج دی‌سی در وین، اتریش.

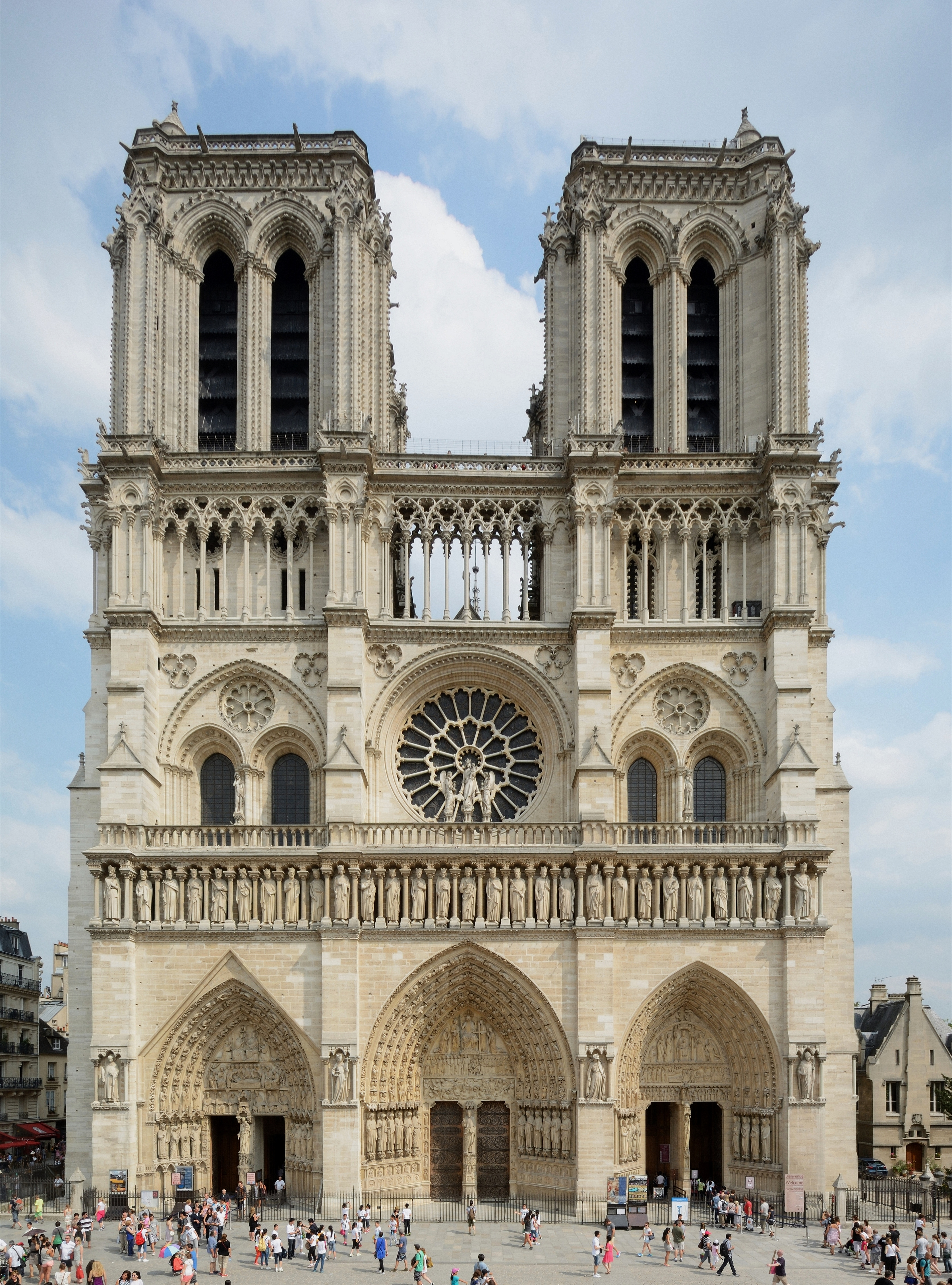
کلیسای نوتردام پاریس

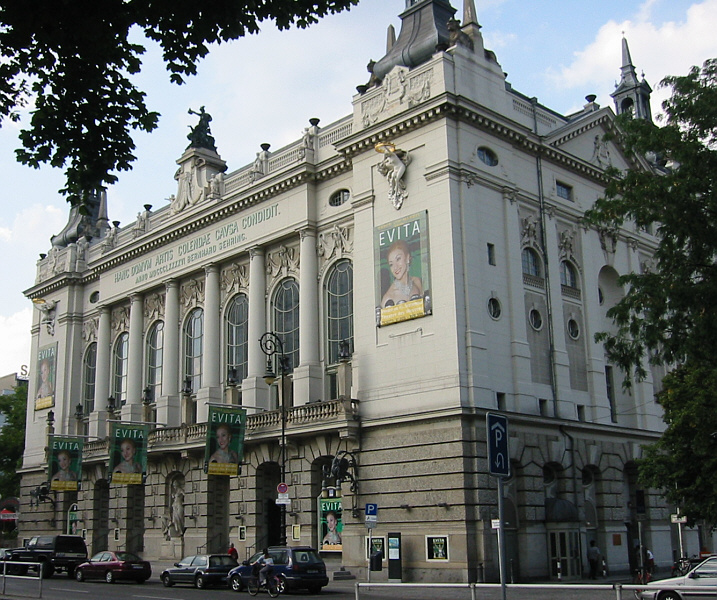
تئاتر برلین

عکاسی معماری، شاخه‌ای از عکاسی است که در آن از آثار معماری و ساختمان‌ها عکسبرداری می‌شود. عکاسان زیادی هستند که از معماری خیره کننده عکاسی می‌کنند. برخی از آنها این کار را فقط به عنوان یک کار هنری انجام می‌دهند، در حالی که برخی دیگر با عکاسی برای مشتریانی مانند شرکت‌های معماری، شرکت‌های تبلیغاتی و مجلات، آن را حرفه ای دنبال می‌کنند.

## اهداف
عکس‌های فضای داخلی و خارجی ساختمان، مورد نیاز معماران، طرفداران محیط زیست، مورخان، گروه‌های اجتماعی و امثال آن می‌باشد. معماری، مانند منظره، طبیعت بی‌جان و سایر موضوعات فاقد انسان، توسط بعضی عکاسان جهت بیان عقاید شخصی مورد استفاده قرار می‌گیرد.

## نکات کاربردی عکاسی معماری
۱۰ نکته کاربردی در رابطه با عکاسی معماری:
1. در فصول و زمان‌های مختلف عکاسی کنید.
2. نورپردازی مناسب را برای عکاسی در اولویت قرار دهید.
3. به دنبال یک زاویه منحصر به فرد باشید.
4. از حضور افراد در عکس‌های خود استقبال کنید.
5. جزئیات را دقیق بررسی کنید.
6. فقط بر روی یک زاویه خاص از ساختمان تمرکز نکنید.
7. از ابزارهای ویرایش عکس استفاده کنید.
8. از تجهیزات به روز استفاده کنید.
9. چندین بار از یک مکان بازدید کنید.
10. از قبل دربارهٔ ساختمان تحقیق کنید.

## زاویهٔ دید و لنز
برای عکاسی معماری، دو فاکتور زاویه دید و نوع لنز مهم اند، زیرا معمولاً آثار معماری بزرگ هستند و عکاس هم نمی‌تواند به اندازهٔ کافی از آن‌ها فاصله بگیرد؛ به همین دلیل لازم است که زاویهٔ دید لنز زیاد باشد، یعنی فاصله کانونی کم باشد تا عکاس بتواند همهٔ ساختمان و بنا را در کادر جا دهد. زمان عکس گرفتن از بناهای مدرن می‌توانید سبک انتزاعی و مدرن‌تری را به کار ببرید، برای این منظور از زاویه‌های غیرمعمول عکس بگیرید یا از لنزهای زاویه باز استفاده کنید تا به پرسپکتیو کاملی برسید. به علاوه چون اکثر ساختمان‌های مدرن به یکدیگر بسیار نزدیک هستند، می‌توان بدون اینکه غیرطبیعی به‌نظر رسد فقط قسمتی از بنا را نشان داد.در عکاسی معماری، مطالعه و شناخت از مکانی که می‌خواهیم عکاسی کنیم، اهمیت بسزایی دارد و نیز با بررسی لازم، باید زمان مناسب را از لحاظ "نور" انتخاب کرد و حتی گاه لازم است تا در ساعت‌های مختلف از یک مکان عکاسی کرد."انتخاب زاویه مناسب"،"زمان مناسب" و" ثبت مناسب سوژه" از جمله نکاتی است که باید در عکاسی معماری به آن توجه شود."سه پایه" جزو ابزار جدانشدنی در عکاسی معماری است.

## تجهیزات و فن
برای عکاسی معماری جدی دوربینی با قابلیت انجام حرکات دوربین الزامی است. (حرکت شیفت یا چرخش). از این‌رو، لنزهای مورد استفاده٫خصوصاً لنزهای زاویه باز و لنزهای تیلت شیفت، باید دارای قدرت پوشش زیادی باشند.
چندین چراغ یا فلاش قابل حمل جهت نور پرکننده و کاهش کنتراست و عدم یکنواختی فضاها و همچنین تعدادی فیلتر از جمله فیلتر پولارایزر جهت کنترل بازتاب ناخواستهٔ نور و تیره‌تر کردن درجان آسمان لازم است.

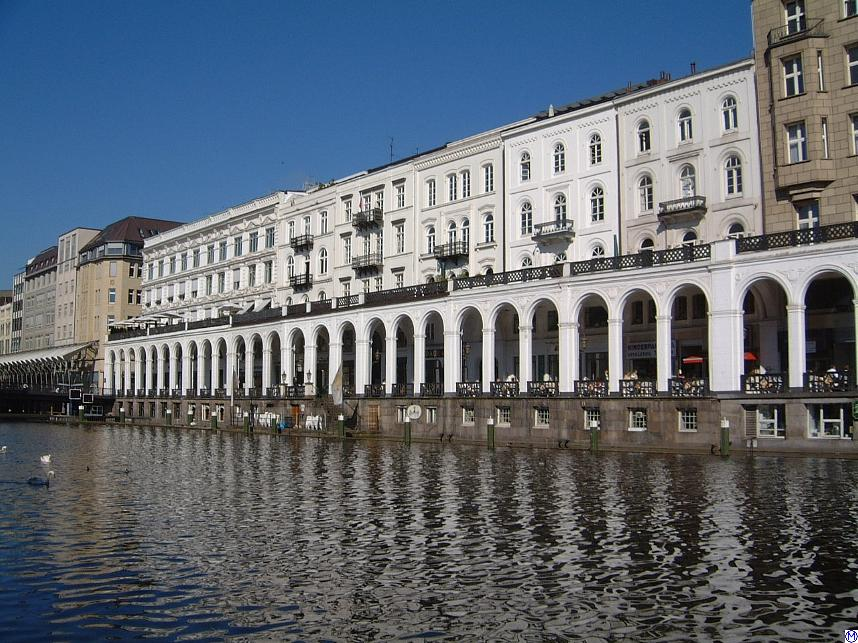
آرکید در پرسپکتیو مایل

## چگونه عکاسی معماری انجام دهیم
هنگامی‌که یک ساختمان یا سازه را برای عکاسی انتخاب کردید، باید مدتی را صرف شناخت آن کنید. با قدم‌زدن در خارج از ساختمان و کاوش در داخل (درصورت‌امکان) شروع کنید. همچنین در مورد بنا و تاریخچه آن تحقیق کنید. تمام این اطلاعات می‌تواند به عکس‌های معماری شما جهت دهد و به شما کمک کند تصمیم بگیرید که به چه سبکی می‌خواهید برسید. به عنوان مثال، اگر ساختمان دارای تاریخچه طولانی‌ست، ممکن است بخواهید عکاسی معماری سیاه و سفید را تجربه کنید. این کار می‌تواند حسی بی‌انتها به تصاویر شما بدهد و تاریخ سازه را به یاد بیننده بیاورد. برای گرفتن نماهای مختلف هنگام عکاسی از ساختار، سعی کنید در زمان‌های مختلف روز و در شرایط آب و هوایی مختلف عکس بگیرید. به عنوان مثال، سعی کنید هنگام طلوع یا غروب خورشید عکاسی کنید تا برخی از رنگ‌های طلایی، انعکاس پنجره‌ها و سایه‌های طولانی را به تصویر بکشید؛ یا در شب بازدید کنید تا سازه را در نور مصنوعی آن به تصویر بکشید. آسمان ابری، بارش برف یا برخی سطوح خیس از باران، می‌تواند جذابیت بیشتری ایجاد کند و حال و هوای عکس‌های شما را به‌طرز چشمگیری تغییر دهد؛ بنابراین، خود را به عکاسی در روزهای آفتابی محدود نکنید. در نهایت، اگر قصد دارید افرادی را نیز در عکاسی ساختمان خود بگنجانید، ممکن است نحوه استفاده افراد از ساختمان و محیط اطراف آن بسته به روز و ساعت تغییر کند؛ بنابراین سعی کنید نزدیک شوید و بر روی جزئیات تمرکز کنید تا برخی عکاسی معماری انتزاعی ایجاد کنید. در حالی که درحال آزمایشِ پرسپکتیو‌های مختلف هستید، برخی قوانین اساسی ترکیب عکس را برای ایجاد تصاویر جالب درنظر داشته باشید؛ به عنوان مثال، یک راهرو یا دریچه‌ای پیدا کنید که می‌توانید از آن برای کادربندی یک عکس؛ یا از معماری برای ایجاد خطوط پیشرو، تقارن و تکرار اشکال استفاده کنید. اغلب، عکاسان معماری به ثبت تصاویر از ساختمان‌های دولتی، موزه‌ها و مکان‌های دیدنی تاریخی تمرکز می‌کنند. این نوع سازه‌ها معمولاً قادر به ارائه معماری جالب و چشمگیر هستند. همچنین، عکاسی ساختمان‌های قدیمی باعث ایجاد تصاویری جذاب می‌شود؛ این شامل مکان‌های تاریخی به خوبی نگهداری شده‌است که نمونه‌هایی از معماری کلاسیک را ارائه می‌دهند و همچنین ساختمان‌های فرسوده یا متروکه‌ای که قدمت خود را به‌روش‌های مختلف نشان می‌دهند. اگرچه عکاسی معماری معمولاً بر روی ساختمان‌ها تمرکز می‌کند، باید افراد را در برخی عکس‌های خود بگنجانید. به هر حال، معماری فقط به خاطر انسان وجود دارد. با گنجاندن افراد، عکاسی معماری شما می‌تواند رابطه بین انسان و معماری را به یاد آورد.

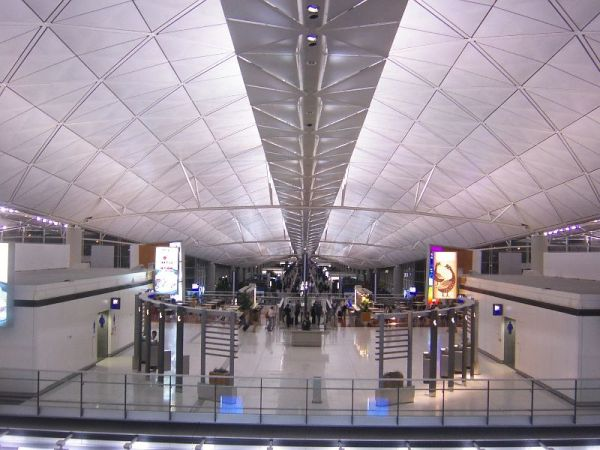
فرودگاه بین‌المللی هنگ کنگ

## عکاسان معماری سرشناس
- راجر فنتون
- فرانسیس فریت
- جولیوس شولمن
- برنیس ابوت
- اوژن آتژه
- ایوان بان
- برند و هیلا بخر
- هلن بینه
- پرهام تقی‌اف

## سایر سبک‌های عکاسی
- عکاسی اجسام بی‌جان
- عکاسی طبیعت
- عکاسی منظره
- عکاسی پرتره
- عکاسی ورزشی
- عکاسی ماکرو
- عکاسی زیرآب
- عکاسی خبری
- عکاسی مد
- عکاسی حیات وحش
- عکاسی انتزاعی
- عکاسی مادون قرمز
- عکاسی نجومی